# Ignite
Ignite (englisch entzünden, Feuer fangen) ist eine Melodic-Hardcore-Band aus dem kalifornischen Orange County.

## Geschichte
Brett Rasmussen und Joe D. Foster gründeten 1992 eine gemeinsame Band, der sich 1993 Joe Nelson und Gavin Oglesby anschlossen. Gavin brachte schließlich Casey Jones als Schlagzeuger ein. Erster Bandname war Fuse, weitere Namen waren Angerslave und Shade. Nach dem ersten Demotape mit den Songs Ash Return, Distance, Slow, Should Have Known und Far Away heuerte Joe Nelson vorübergehend als Roadie bei Quicksand an. Lost & Found Records bot Ignite an, eine LP in Europa zu veröffentlichen, und versprach ihnen eine Tour mit Sick of It All und Slapshot im Sommer 1994. Ignite überredeten Foster, bei den Aufnahmen zum Album Scarred for Life zu singen, allerdings fehlte ihnen für die Tour ein Sänger. Nach mehrmonatiger Suche wurde man mit dem ungarischstämmigen Zoltán „Zoli“ Téglás fündig.
Nach der großen Europa-Tour mit Slapshot nahmen Ignite Anfang 1995 die EP In my Time in der Besetzung Téglás/Rasmussen/Foster/Jones auf. Damit fingen die Probleme mit Lost&Found an, da Ignite die Mastertapes in Deutschland zurückließen. Ignite hatten nun mit Conversion Records in Amerika ein neues Label, welches auch in Europa mit Sitz in Berlin vertreten war. Auf die Anfrage, ob Lost & Found die Mastertapes zur Veröffentlichung in den Staaten herausgeben würde, reagierte das Wedemärker Label wütend und drohte mit der Boykottierung von Conversion, was deren Ende in Europa bedeutet hätte. Also gaben Ignite die Rechte an der LP Family an Lost & Found.
In Amerika erschien daraufhin das Album Call on My Brothers, welches aus dem Material der in Europa erhältlichen Alben In My Time und Family plus Bonustracks bestand. Ignite wechselten danach zum Hardcore-Label Revelation und veröffentlichten im Sommer 1996 die EP Past our Means. Es folgten eine Tour durch Japan und eine Festivaltour in Europa mit Millencolin und Madball. Ignite wurden vom Magazin VISIONS als drittbeste Live-Band des Jahres 1996 ausgezeichnet. Im April 1997, während der „Wonderland-Festival-Tour“, kehrte Schlagzeuger Casey Jones der Band unerwartet den Rücken. Mit Scott Golley fand man Ersatz und tourte im Sommer 1997 durch Europa. Anschließend kam Craig Anderson als Schlagzeuger zur Band.
Die Bandmitglieder begannen nun jeweils Nebenprojekte und nebenbei wurde nach einem neuen Label gesucht. Gründungsmitglied Joe D. Foster stieg aus und wurde durch Brian Balchack ersetzt. Nach mehreren Touren begannen Ignite mit den Aufnahmen zu A Place Called Home, das 2000 bei TVT Records in Amerika erschien. Da TVT nicht in Europa vertreten ist, erschien das Album dort bei GUN/Supersonic. Während der anschließenden Touren wechselte man den Gitarristen und fand schließlich zurück zu Brian Balchack. A Place Called Home stellte sich als Erfolg heraus und führte zu einem hohen Bekanntheitsgrad der Band; unter anderem durfte die Band 2003 bei der Persistence Tour spielen. Im Frühjahr 2006 erschienen eine Live-DVD sowie das Album Our Darkest Days. Auf der darauffolgenden Tour wurden Ignite von den Gitarristen Nik Hill und Kevin Kilkenny unterstützt, was eine weitere Lineupänderung bedeutete.
Parallel zu Ignite verwirklichten Zoltán „Zoli“ Téglás und die anderen Bandmitglieder das Projekt Zoli Band (später California United). Unter diesen Namen nahmen sie Songs auf, die nicht zum Ignite-Stil passten und mehr im Rock- als im Hardcorebereich liegen. Es etablierten sich um Zoli Band und California United innerhalb kurzer Zeit eigene Anhängerschaften. Die Nebenprojekte wurden jedoch auf Grund von Zeitmangel eingestellt. So existiert momentan ein Studioalbum von Zoli Band sowie ein Livealbum und ein Drei-Song-Demo von California United.
Seit 2008 gibt es Diskussionen über die politische Gesinnung von Sänger Téglás. Schuld war ein Gastbeitrag auf einem Song der ungarischen Band Hungarica, die in ihrer Heimat für eine extrem nationalistische und antisemitische Einstellung bekannt sind. In einem Interview während der Zoli Band-Tour im Jahr 2010 nahm Téglás Stellung und erklärte, wie dieser Song entstand, und distanzierte sich ausdrücklich von jeglicher nationalistischen Gesinnung.
Im Januar 2016 erschien das fünfte Studioalbum A War Against You, mit dem die Band mit Platz zwölf in Deutschland ihre erste Chartplatzierung erreichte. Darüber hinaus erreichte A War Against You Platz 26 der österreichischen und Platz 55 der Schweizer Albumcharts. Im November 2019 verkündete Sänger Téglás seinen Ausstieg aus der Band. Er kündigte aber an, an der bereits gebuchten Kalifornien-Tournee Anfang 2020 noch teilzunehmen. Sein Nachfolger wurde Eli Santana, der auch als Gitarrist in der Band Holy Grail aktiv ist. Am 17. September 2021 veröffentlichten Ignite die EP Anti-Complicity Anthem.
Die Bandmitglieder sind bekennende Unterstützer der Meeresschutzorganisation „Sea Shepherd“. So legen sie ihren Booklets Überweisungsträger der Organisation bei, mithilfe derer man die Organisation direkt unterstützen kann.

## Stil
Der Stil der Band orientiert sich am typischen melodischen so genannten Westcoast-Hardcore (siehe auch Melodic Hardcore). Die Band gehört zu den wichtigsten Vertretern dieses Stils in der heutigen Zeit. Allmusic bezeichnet die Musik als „Melodic Hardcore mit sozialem und politischem Bewusstsein“.

## Mitglieder

Ignite live auf dem Full Force 2019
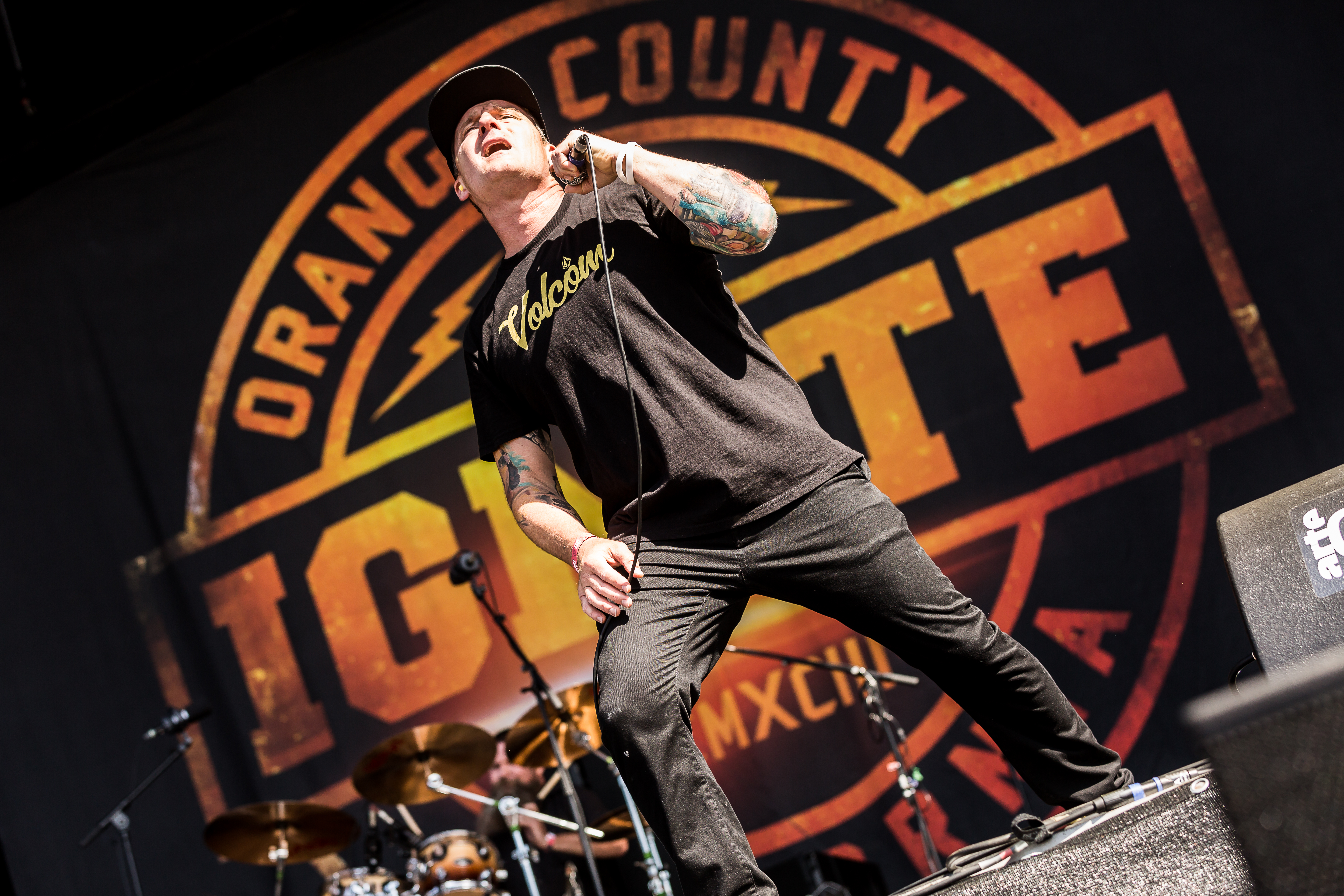
Zoli Téglás
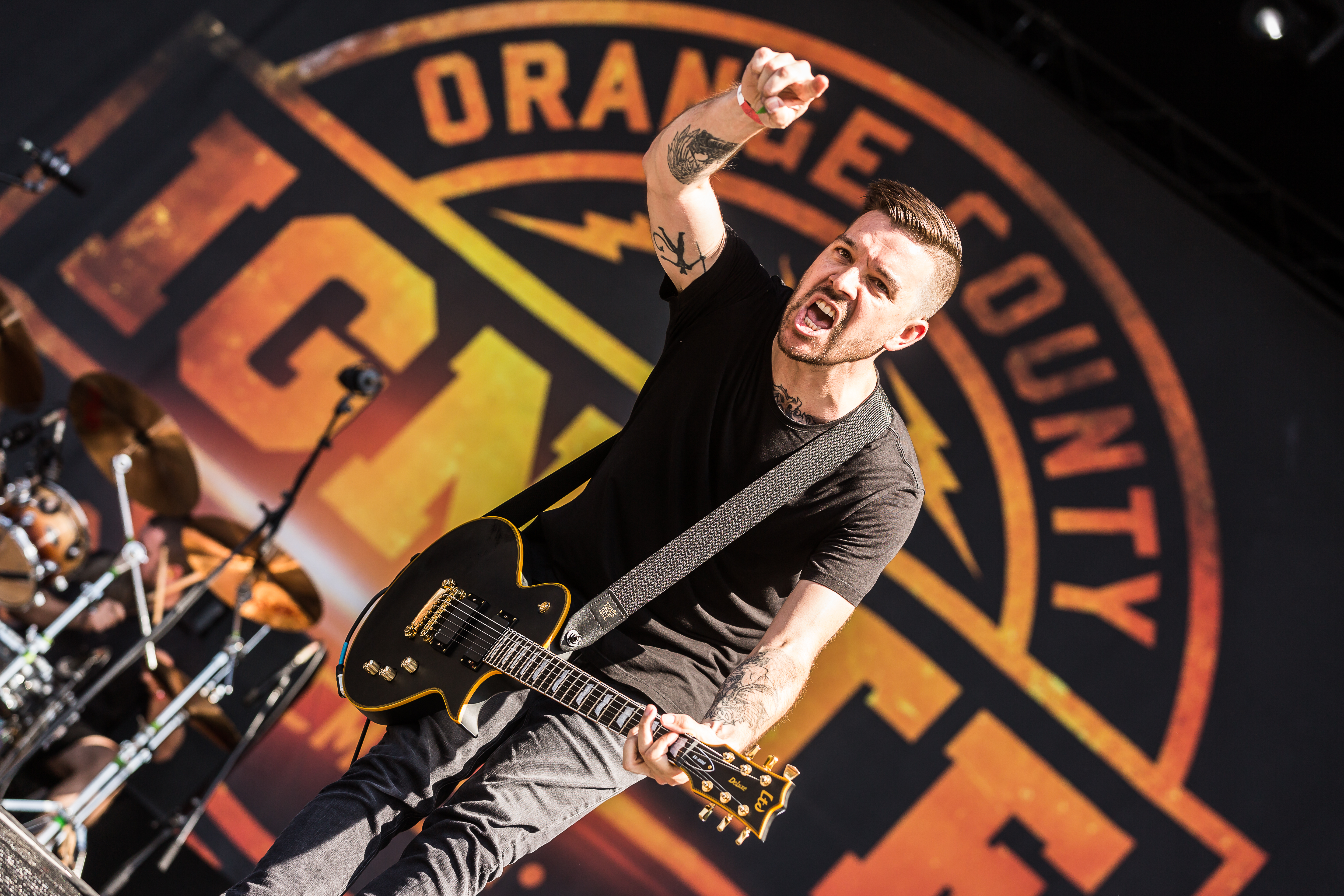
Brian Balchack
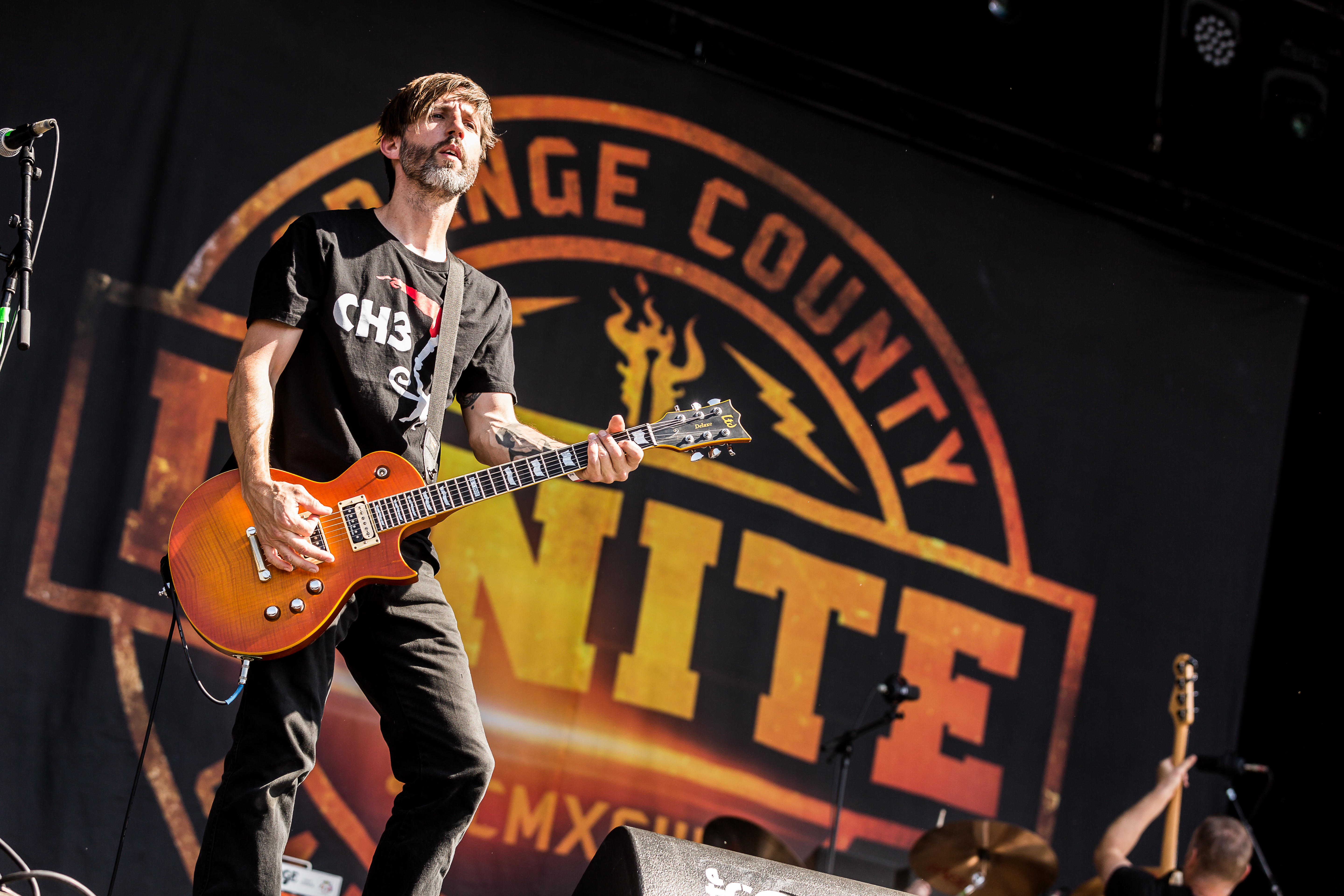
Kevin Kilkenny
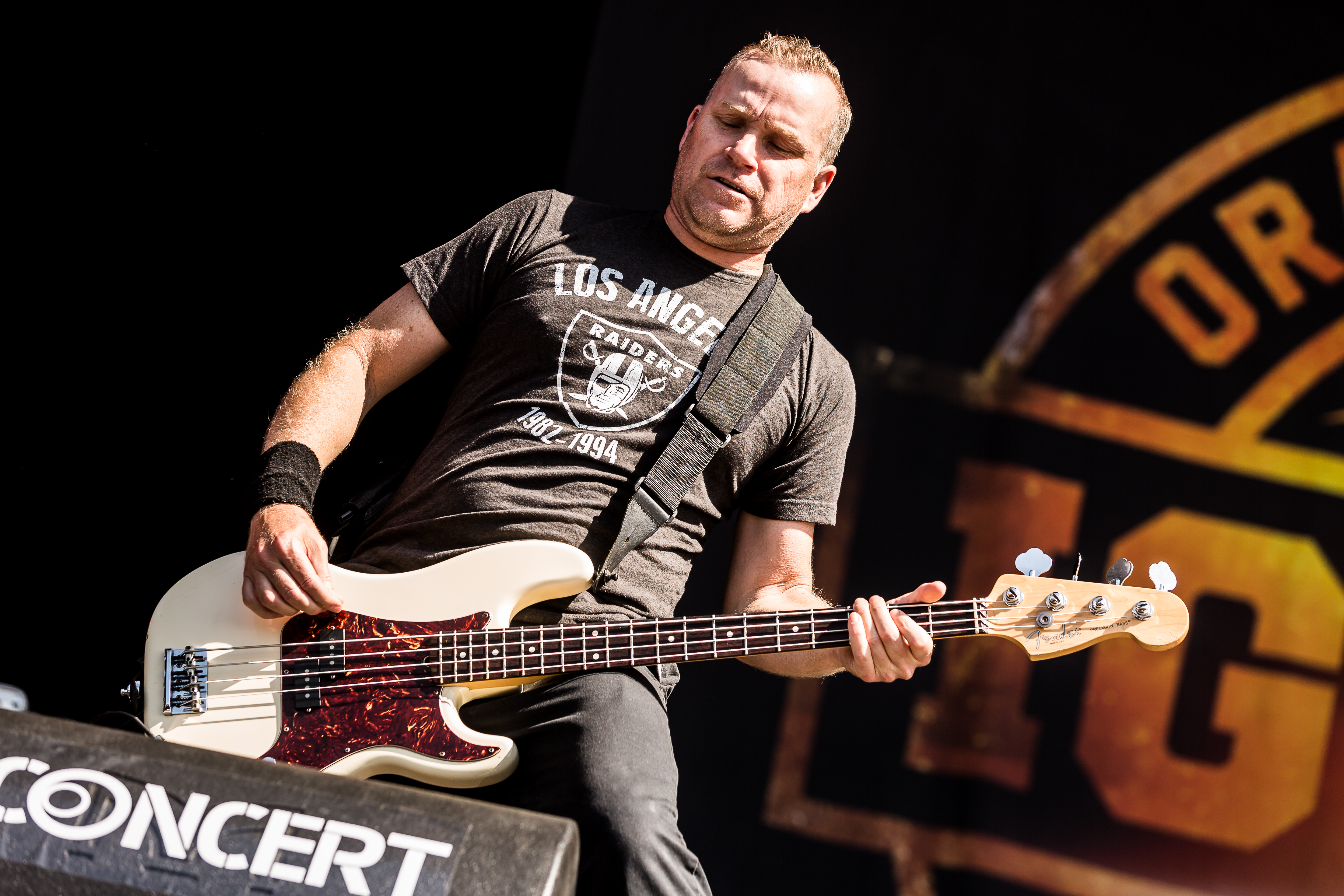
Brett Rasmussen
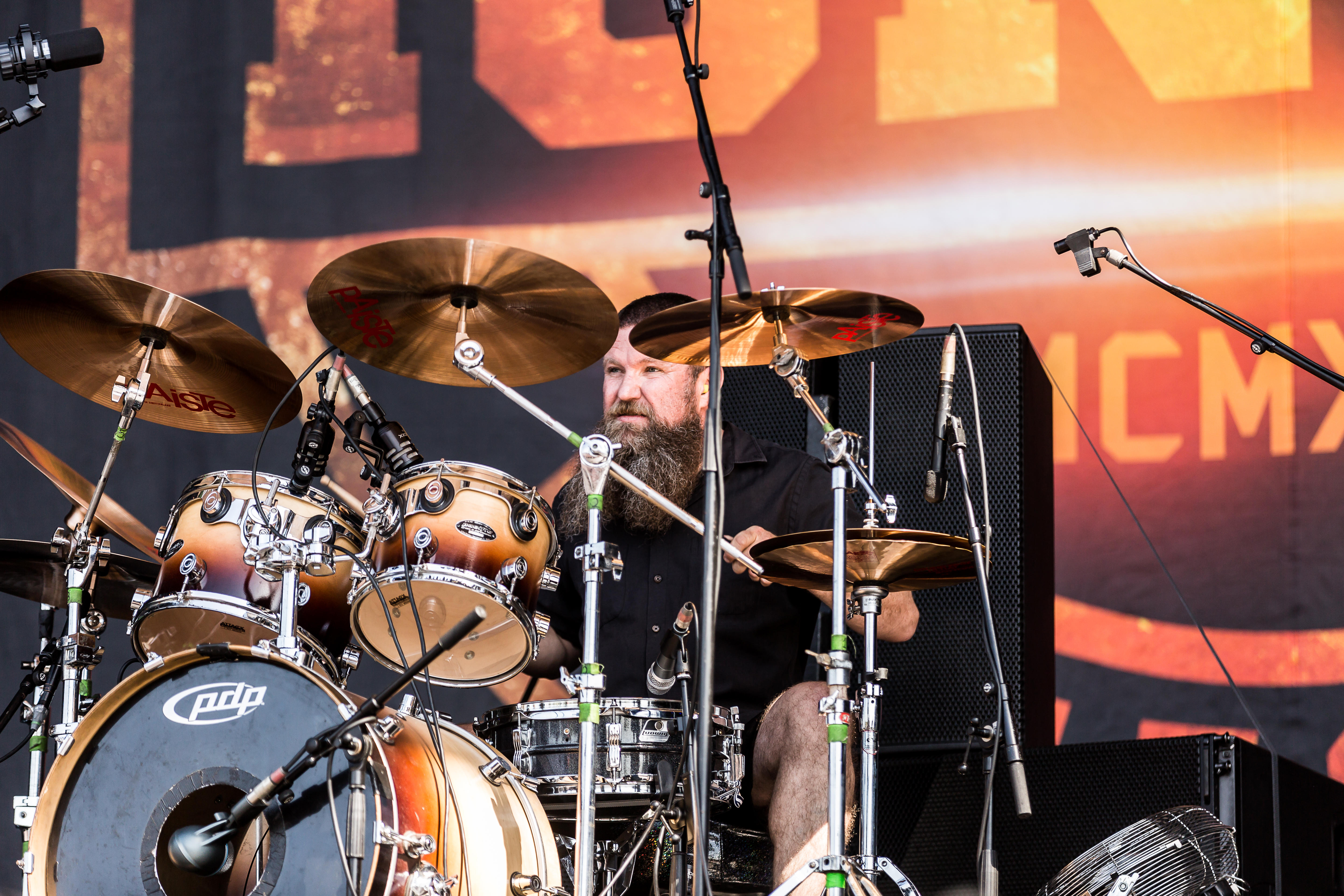
Craig Anderson

## Diskografie

### Studioalben
| Jahr | Titel Musiklabel                      | Höchstplatzierung, Gesamtwochen, AuszeichnungChartplatzierungen (Jahr, Titel, Musiklabel, Platzierungen, Wochen, Auszeichnungen, Anmerkungen) | Höchstplatzierung, Gesamtwochen, AuszeichnungChartplatzierungen (Jahr, Titel, Musiklabel, Platzierungen, Wochen, Auszeichnungen, Anmerkungen) | Höchstplatzierung, Gesamtwochen, AuszeichnungChartplatzierungen (Jahr, Titel, Musiklabel, Platzierungen, Wochen, Auszeichnungen, Anmerkungen) | Anmerkungen                                                     |
| Jahr | Titel Musiklabel                      | DE | AT | CH | Anmerkungen                                                     |
| ---- | ------------------------------------- | --- | --- | --- | --------------------------------------------------------------- |
| 1994 | Scarred for Life Lost & Found Records | — | — | — | Erstveröffentlichung: 1. August 1994                            |
| 1995 | Family Lost & Found Records           | — | — | — | Erstveröffentlichung: 1995 auch bekannt als Call on My Brothers |
| 2000 | A Place Called Home BMG               | — | — | — | Erstveröffentlichung: 13. Juni 2000                             |
| 2006 | Out Darkest Days Century Media        | — | — | — | Erstveröffentlichung: 16. Mai 2006                              |
| 2016 | A War Against You Century Media       | DE12 (2 Wo.)DE | AT26 (1 Wo.)AT | CH55 (1 Wo.)CH | Erstveröffentlichung: 8. Januar 2016                            |
| 2022 | Ignite Century Media                  | DE13 (1 Wo.)DE | — | CH87 (1 Wo.)CH | Erstveröffentlichung: 25. März 2022                             |

### Kompilationen
- 1996: Straight Ahead (Rovers Records)

### EPs
- 1995: In My Time (Lost & Found Records)
- 1996: Past Our Means (Revelation Records)
- 2021: Anti-Complicity Anthem (Century Media)

### Singles
- 1994: Where They Talk (Ringside Records)
- 1997: Ignite / X-Acto (Split-Single, Ataque Sonoro Records)
- 2015: Nothing Can Stop Me (Single, Century Media)

### Videoalben
- 2012: Our Darkest Days Live (Century Media)